# Patrick Teehan
Patrick James Teehan (* 14. April 1904 in St. Mullin’s, County Carlow; † 25. Dezember 1985 in Waterford) war ein irischer Politiker der Fianna Fáil. Er war von 1951 bis 1960 und von 1965 bis 1969 Mitglied des Seanad Éireann, des irischen Oberhauses, und von Juni 1960 bis Oktober 1961 Teachta Dála (Abgeordneter) im Dáil Éireann, dem irischen Unterhaus im Oireachtas.

## Biografie
Teehan war von Beruf Landwirt. Er wurde 1951 über die Verwaltungsliste in den Seanad Éireann gewählt. Diesen Sitz konnte er auch halten, als er erneut zu den Unterhauswahlen antrat, weil er bei den Wahlen 1957 im Wahlkreis Carlow–Kilkenny nicht genügend Stimmen für den Einzug in den Dáil erzielen konnte. Als der Abgeordnete Joseph Hughes im Januar 1960 verstarb, trat er bei der Nachwahl an und wurde am 23. Juni 1960 gewählt. Schon bei den nachfolgenden Wahlen 1961 verlor er den Sitz wieder. Er wurde 1965 erneut über die Verwaltungsliste in den Seanad gewählt.